# Aaron Asquez
Aaron Asquez (ur. 20 września 1978) – gibraltarski piłkarz, grający na pozycji pomocnika, trener piłkarski.

## Kariera piłkarska

### Kariera klubowa
Do 2010 występował w Manchester United (Gibraltar).

### Kariera reprezentacyjna
Do 2009 bronił barw prowadził narodowej reprezentacji Gibraltaru.

## Kariera trenerska
Po zakończeniu kariery piłkarskiej rozpoczął karierę szkoleniową. Najpierw pomagał trenować Manchester United (Gibraltar), a latem 2013 po zmianie nazwy klubu objął stanowisko głównego trenera Manchester 62 F.C.
Również występuje w drużynie weteranów Związku Piłkarskiego Gibraltaru.